# Resolução 251 do Conselho de Segurança das Nações Unidas
A Resolução 251 do Conselho de Segurança das Nações Unidas aprovada por unanimidade em 2 de maio de 1968, o Conselho deplorou profundamente que Israel realizasse uma parada militar em Jerusalém, desconsiderando a decisão unânime adotada pelo Conselho na Resolução 250.